# نتيجة متوقعة (تصميم برمجي)
النتيجة المتوقعة اسم أصل من أصول تصميم البرامج والتطبيقات في الحاسوب والمحمول. مفادها أن كل خاصية في البرنامج يلزم أن تأتي بالنتيجة التي يظنها المستخدمون لا بنتيجة مفاجئة.